# Aphyocheirodon hemigrammus
Aphyocheirodon hemigrammus es una especie de peces de la familia Characidae en el orden de los Characiformes, es la única especie del género Aphyocheirodon.

## Morfología
Los machos pueden llegar alcanzar los 4,8 cm de longitud  total.

## Hábitat
Vive en zonas de clima tropical. 

## Distribución geográfica
Se encuentran en Sudamérica:  cuenca del río Paraná. 